# Географія Джибуті
Джибуті — східноафриканська країна, що знаходиться на східному краї континенту поблизу входу до Червоного моря . Загальна площа країни 23 200 км² (151-ше місце у світі), з яких на суходіл припадає 23 180 км², а на поверхню внутрішніх вод — 20 км². Площа країни трохи менша ніж площа Сумської області України. 

## Назва
Офіційна назва — Республіка Джибуті, Джибуті (фр. Republique de Djibouti, Djibouti; араб. جيبوتي; сом. Jabuuti). Назва країни походить від назви однойменної столиці, міста Джибуті. Назва міста Джибуті походить від топоніму нижньої частини Аденської затоки Індійського океану. Етимологія топоніму, імовірно, пов'язана з назвою килима, що плетуть з пальмового волокна стелять під дверима. До проголошення незалежності 1977 року французька колонія спочатку носила назву території Територія Афар та Ісса (за етнонімами двох основних народів, що населяють країну — афар (данакіль) та ісса), а з 1967 року — Французьке Сомалі, або Французький берег Сомалі.

## Географічне положення
Джибуті — східноафриканська країна, що межує з трьома іншими країнами: на півночі — з Еритреєю (спільний кордон — 125 км), на заході і півдні — з Ефіопією (342 км), на південному сході — з Сомалі (61 км). Загальна довжина державного кордону — 528 км. Джибуті на сході омивається водами Аденської затоки і Баб-ель-Мандебської протоки Індійського океану. Загальна довжина морського узбережжя 314 км.

Карта Джибуті від ООН (англ.)Карта Джибуті від ООН (англ.)
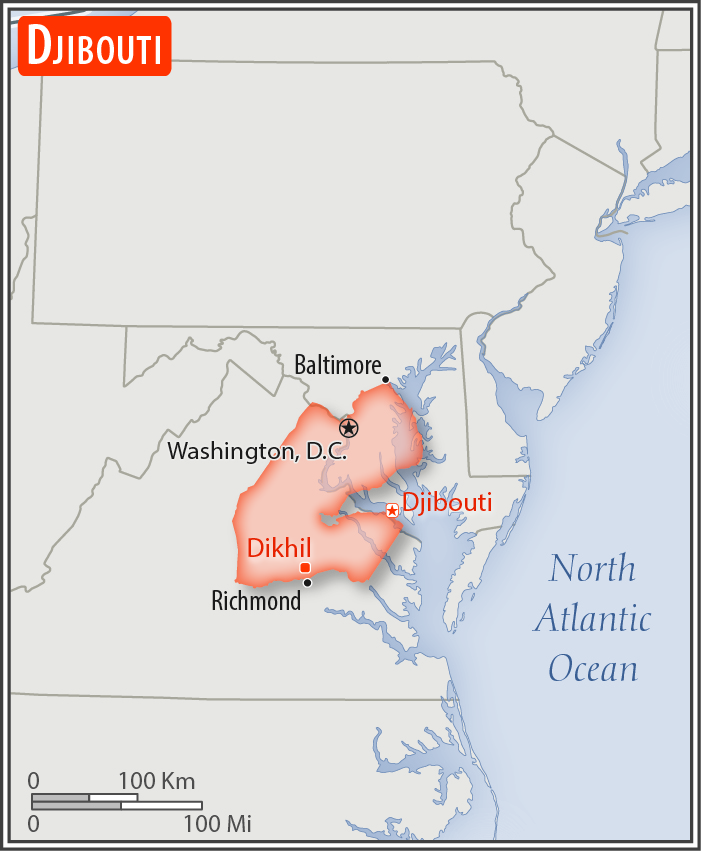
Порівняння розмірів території Джибуті та США
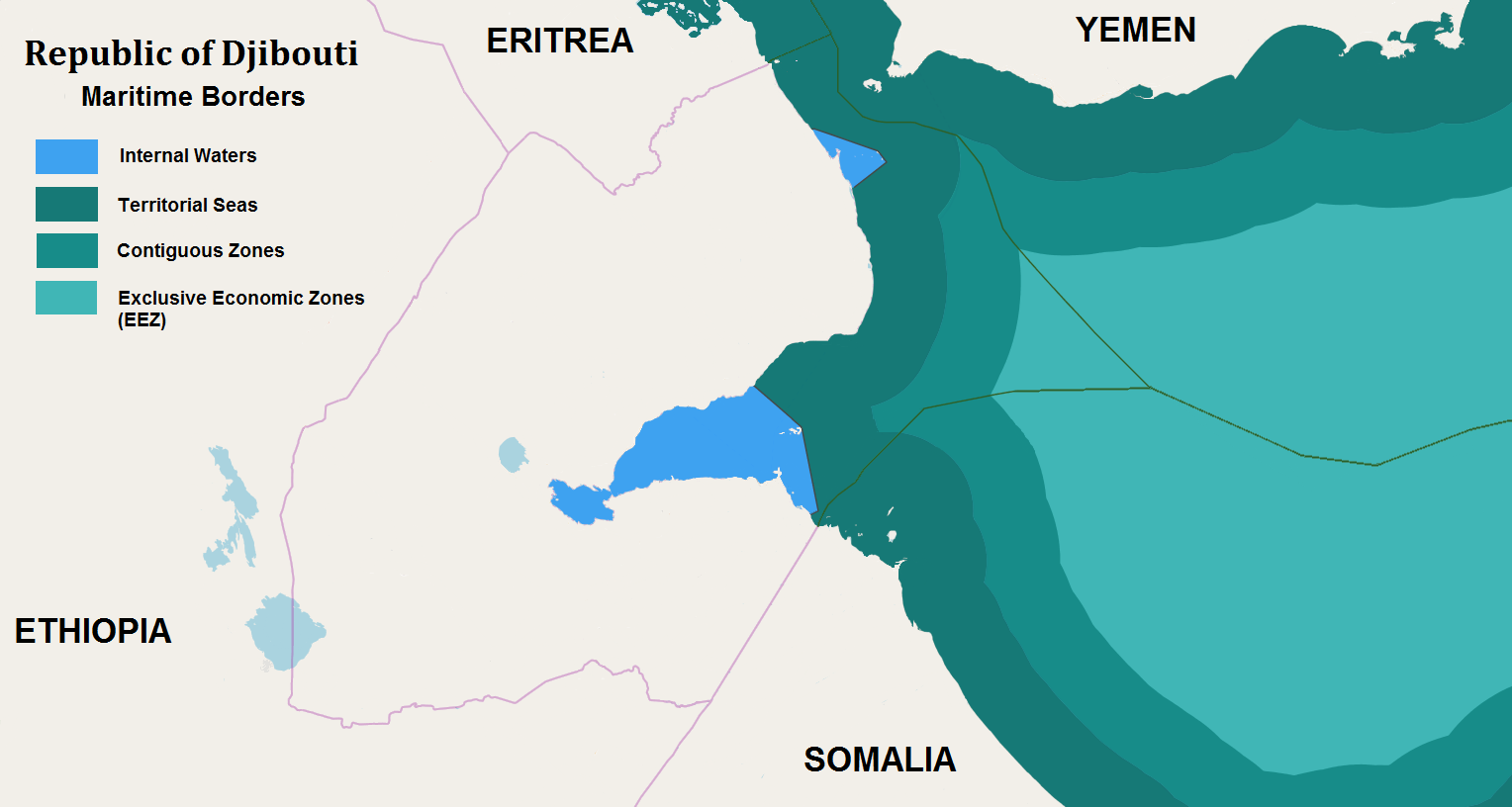
Морські кордони Джибуті  (англ.)

Згідно з Конвенцією Організації Об'єднаних Націй з морського права (UNCLOS) 1982 року, протяжність територіальних вод країни встановлено в 12 морських миль (22,2 км). Прилегла зона, що примикає до територіальних вод, в якій держава може здійснювати контроль необхідний для запобігання порушень митних, фіскальних, імміграційних або санітарних законів простягається на 24 морські милі (44,4 км) від узбережжя (стаття 33). Виключна економічна зона встановлена на відстань 200 морських миль (370,4 км) від узбережжя.

### Час
Час у Джибуті: UTC+3 (+1 година різниці часу з Києвом).

## Геологія

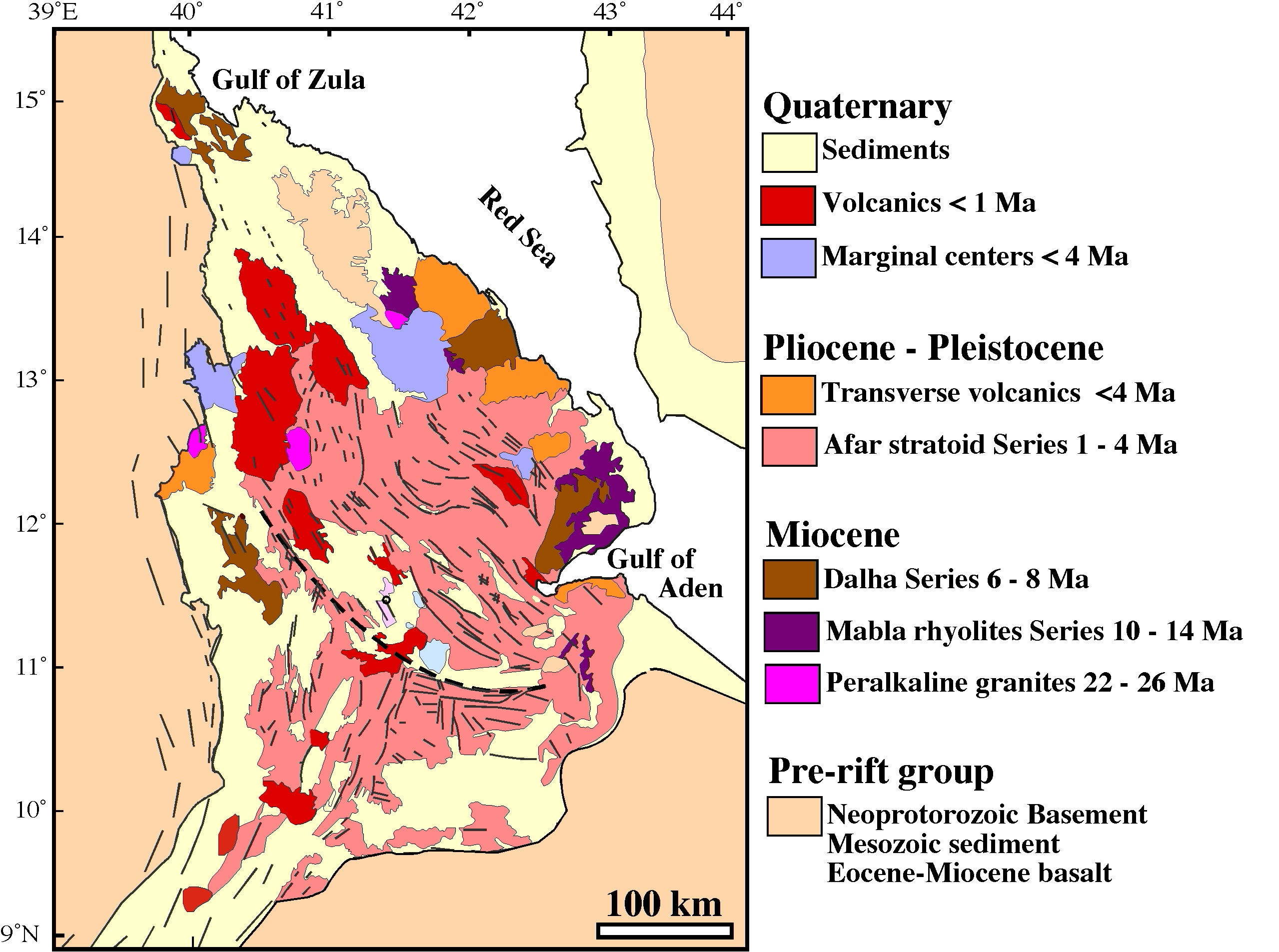
Геологія Афарської западини
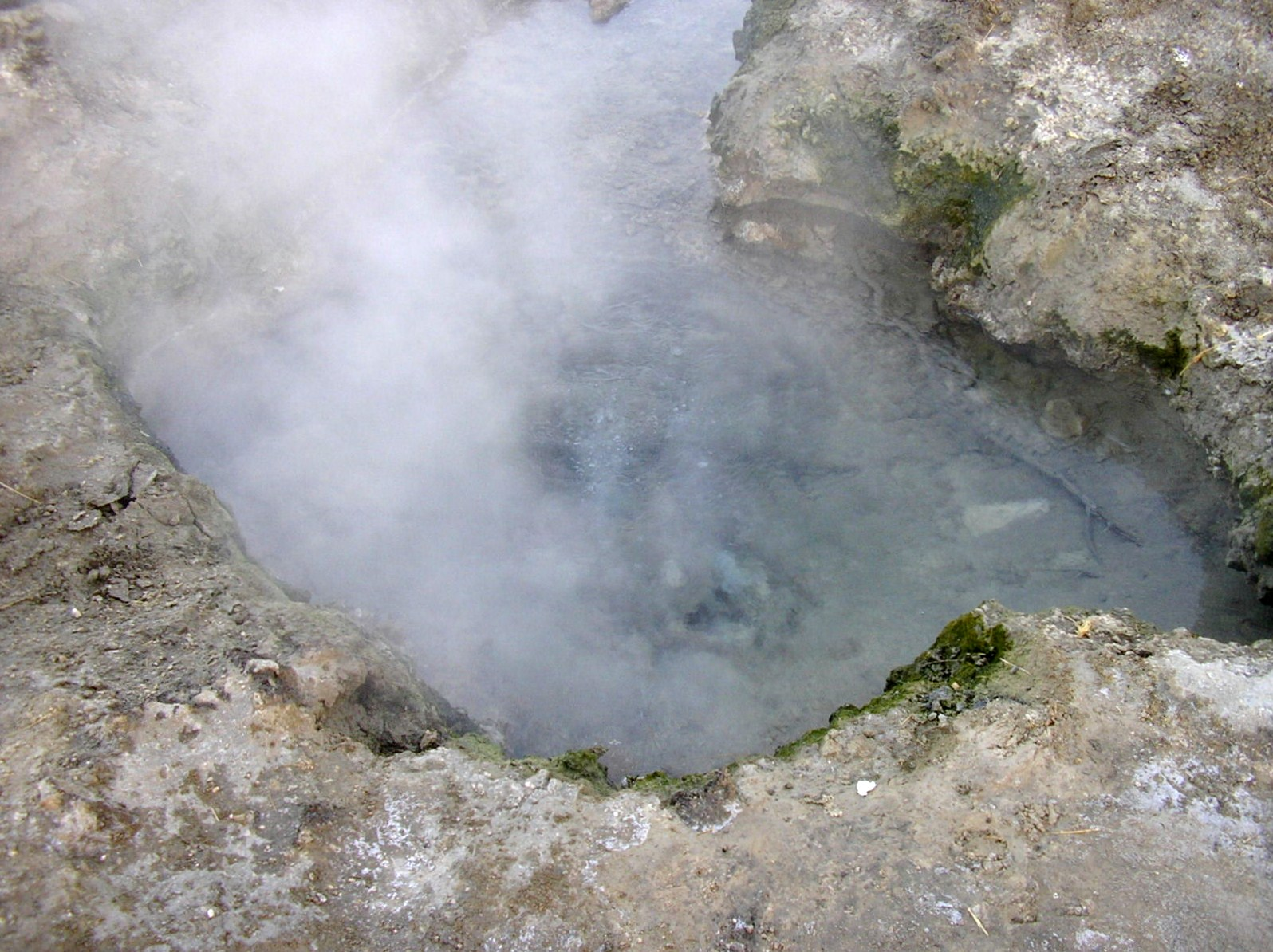
Фумароли озера Аббе
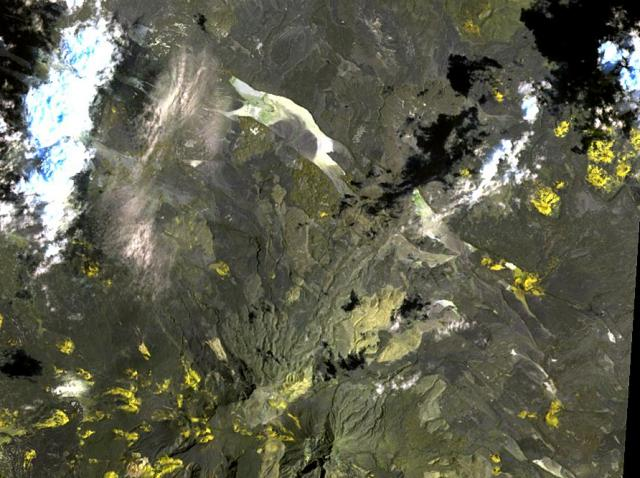
Вулканічний масив Гуфа з космосу

### Корисні копалини
Надра Джибуті багаті на ряд корисних копалин: золото, каолін, граніт, вапняк, мармур, кам'яну сіль, діатоміт, гіпс, пемзу, нафту.

## Рельєф
Середні висоти — 430 м; найнижча точка — уріз води озера Асаль (-155 м); найвища точка — гора Мусса-Алі (2028 м).

Рельєф ДжибутіРельєф Джибуті
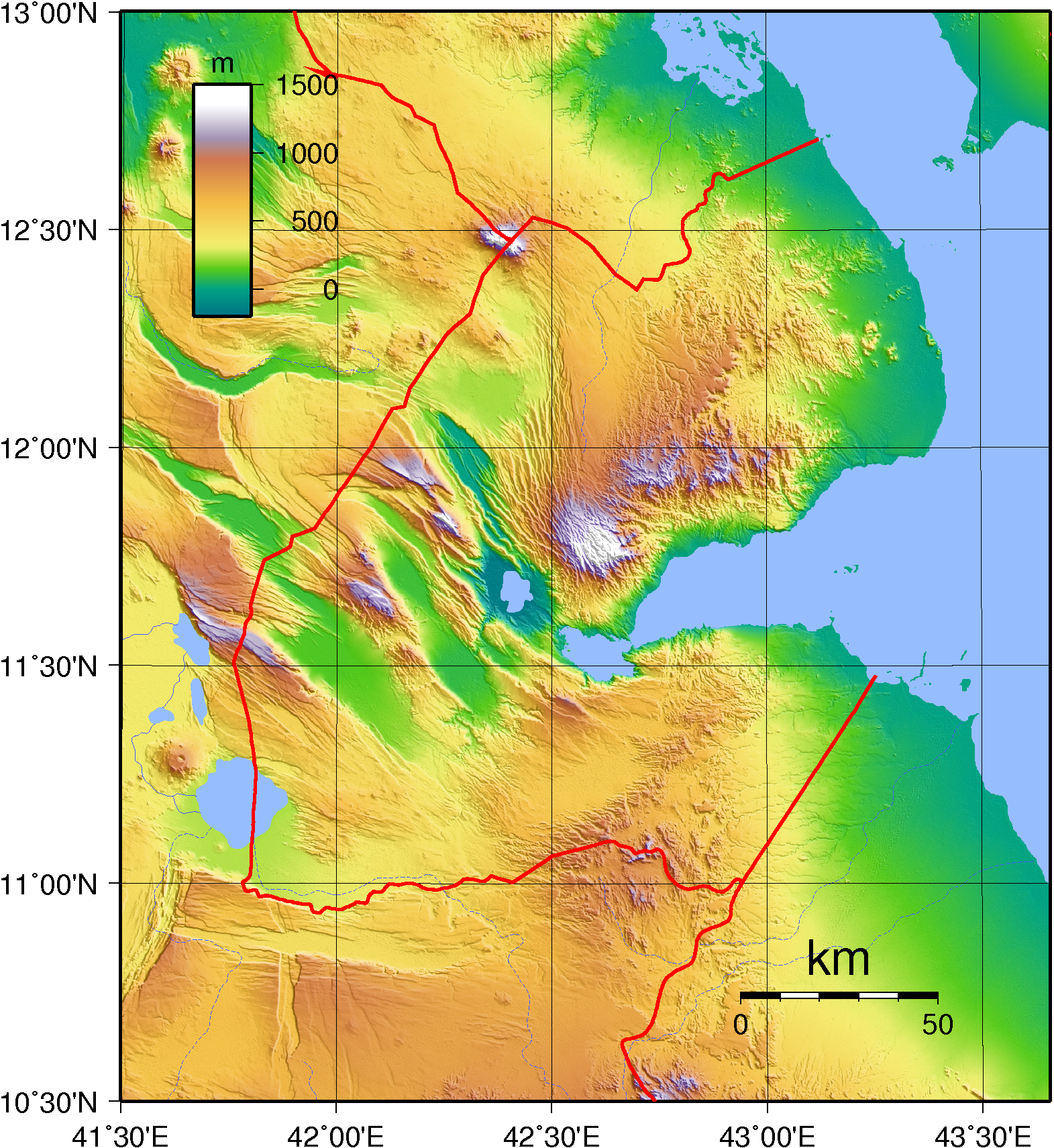
Гіпсометрична карта Джибуті
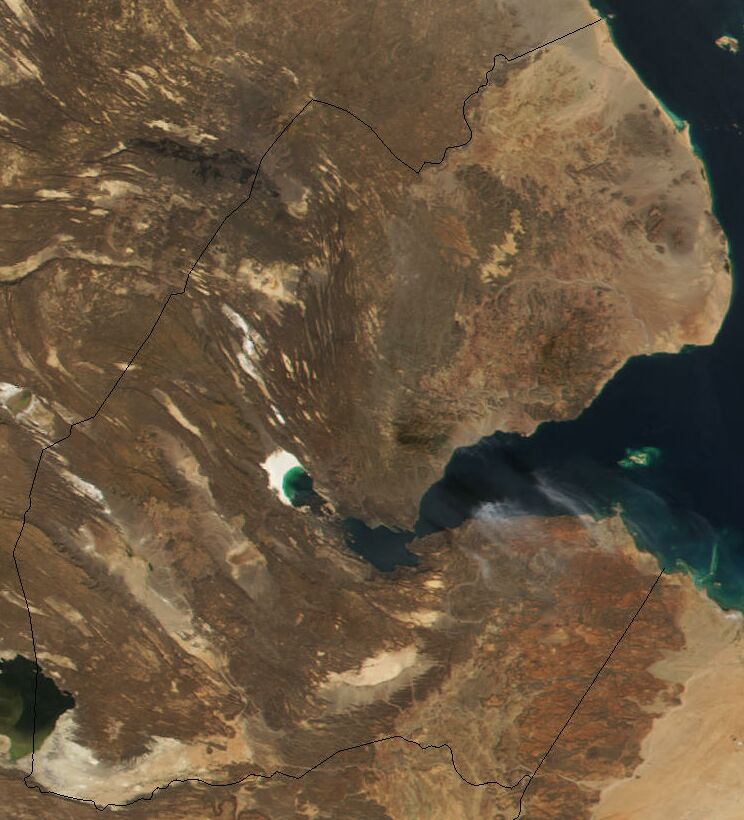
Супутниковий знімок поверхні країни
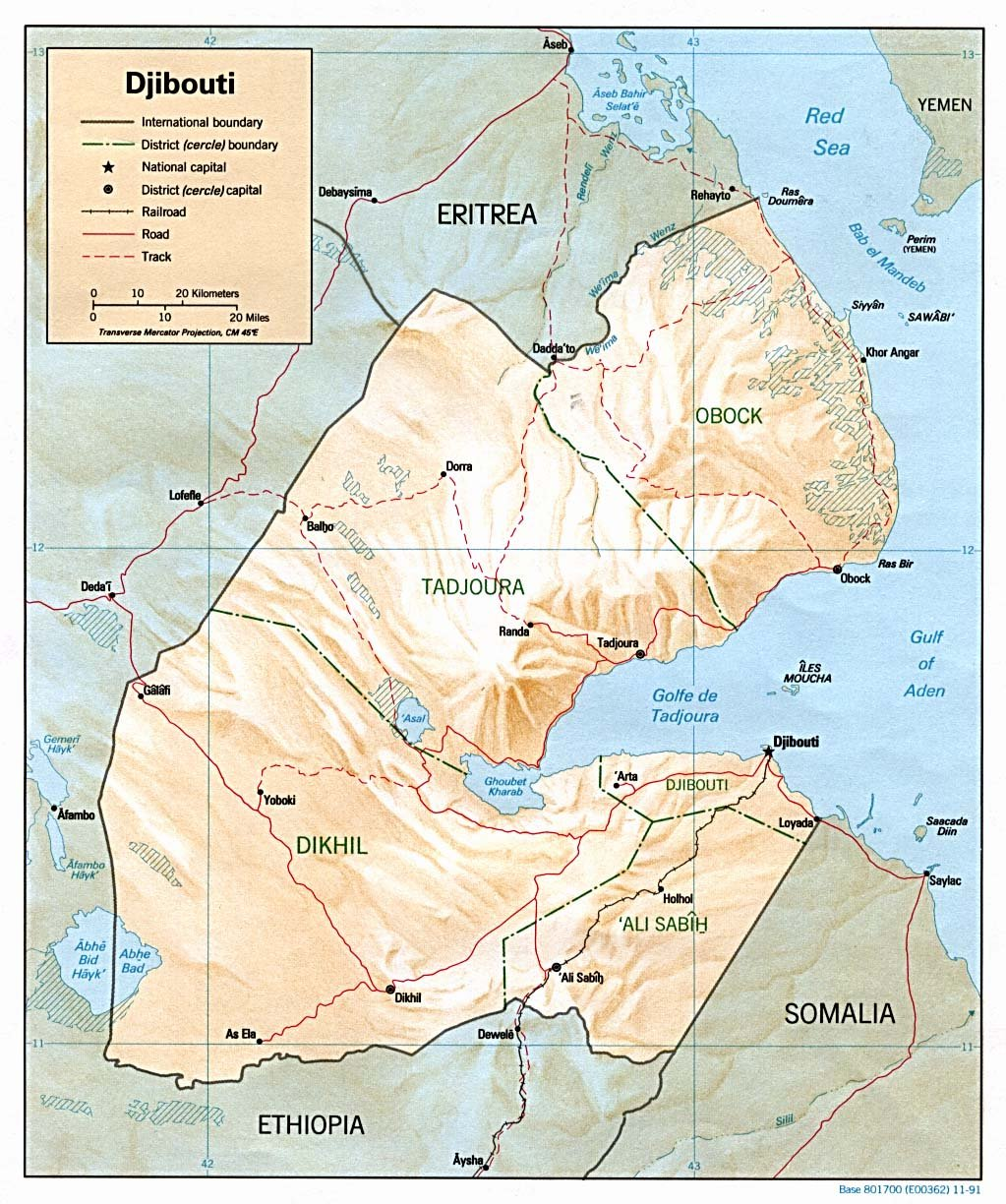
Карта країни (англ.)

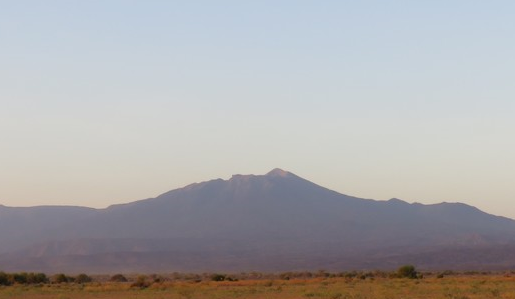
Муса-Алі
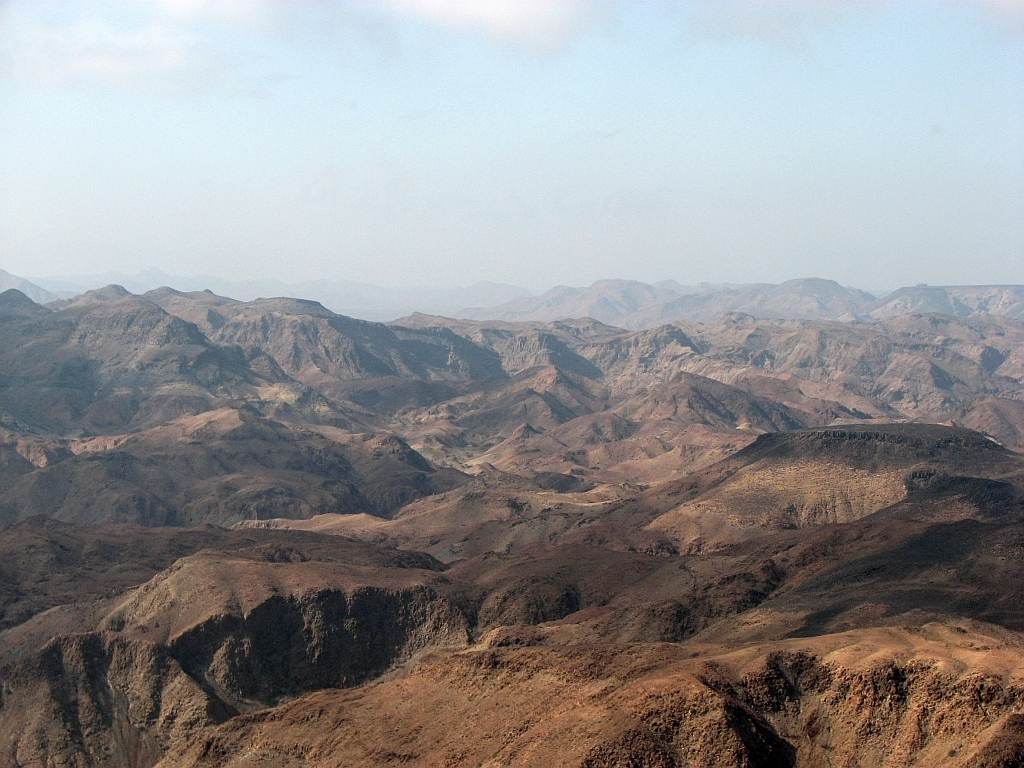
Гірська місцевість Алі-Саб'є
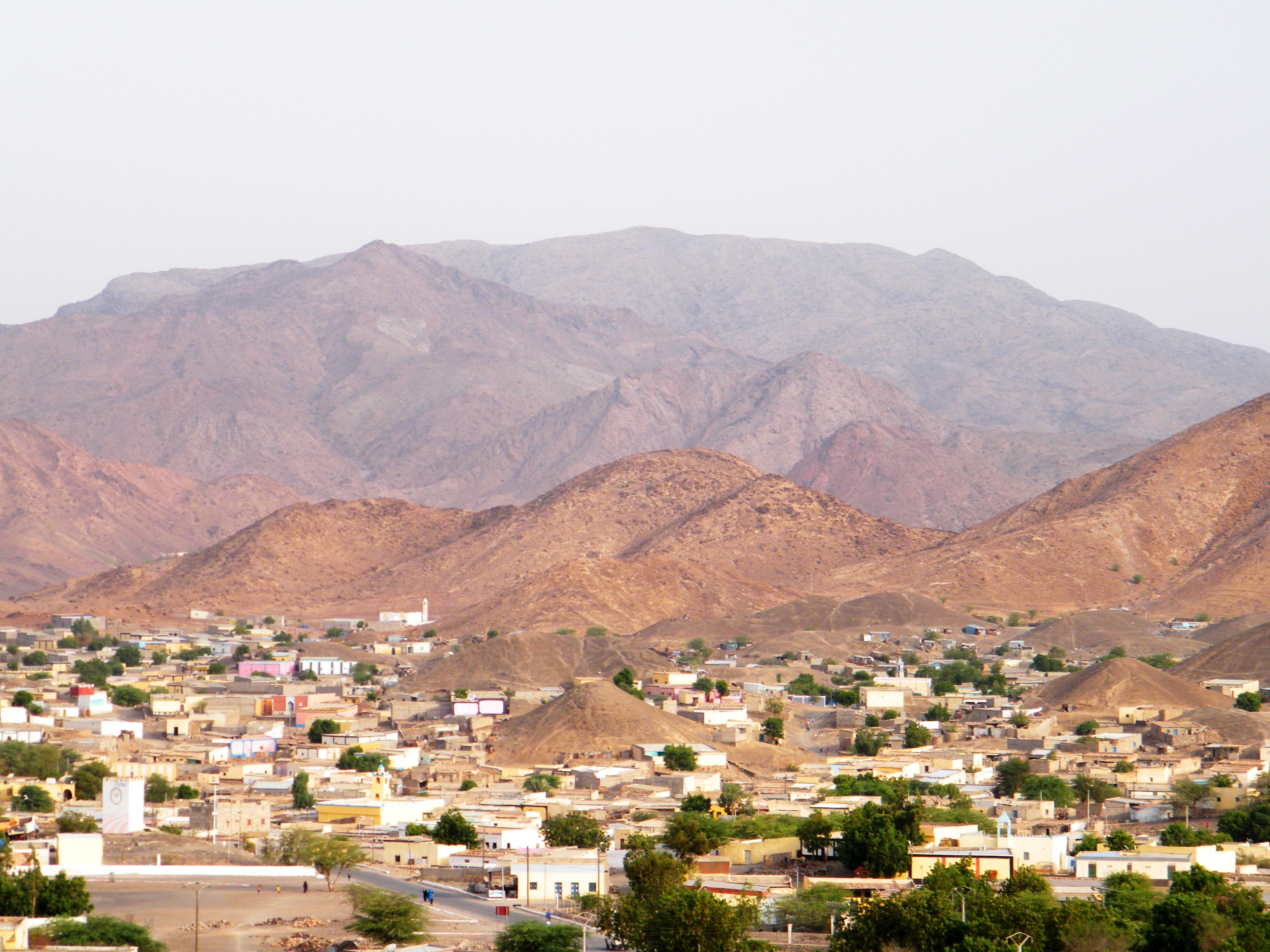
Гори Арреї
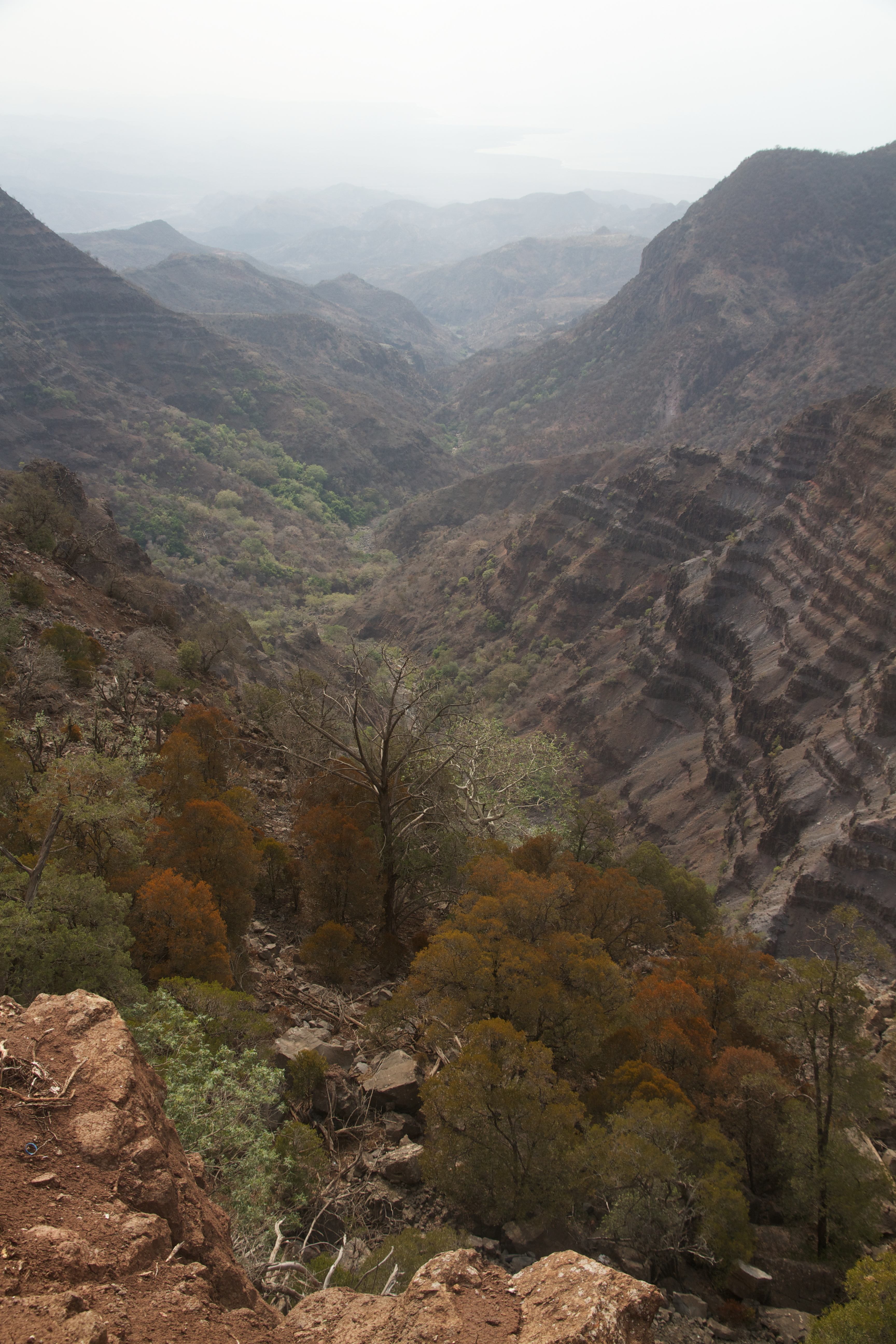
Ущелина в горах Года
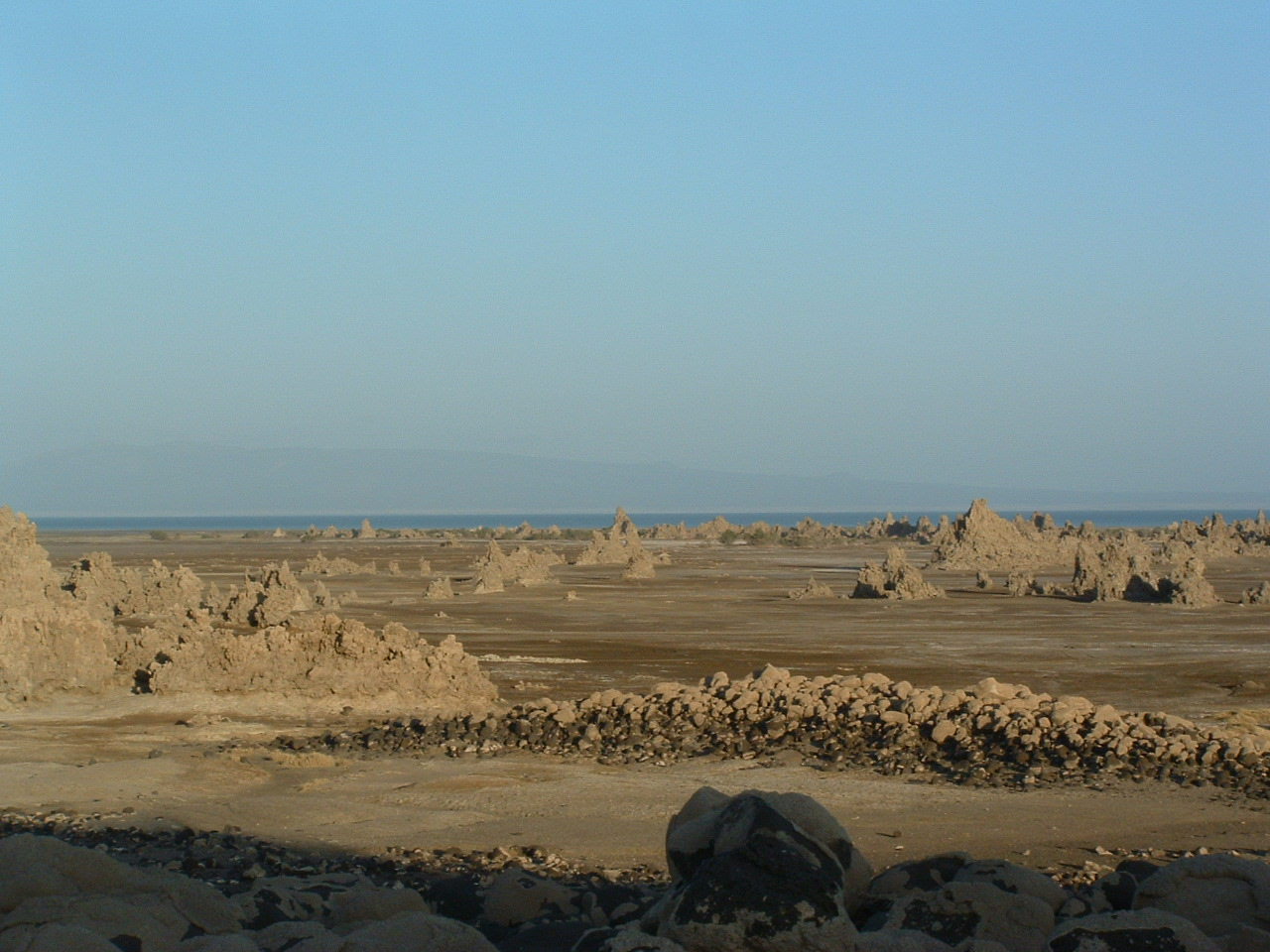
Вапнякові димарі на озері Аббе

## Клімат
Територія Джибуті лежить у тропічному кліматичному поясі. Увесь рік панують тропічні повітряні маси. Спекотна посушлива погода з великими добовими амплітудами температури. Переважають східні пасатні вітри. У теплий сезон з моря можуть надходити шторми.

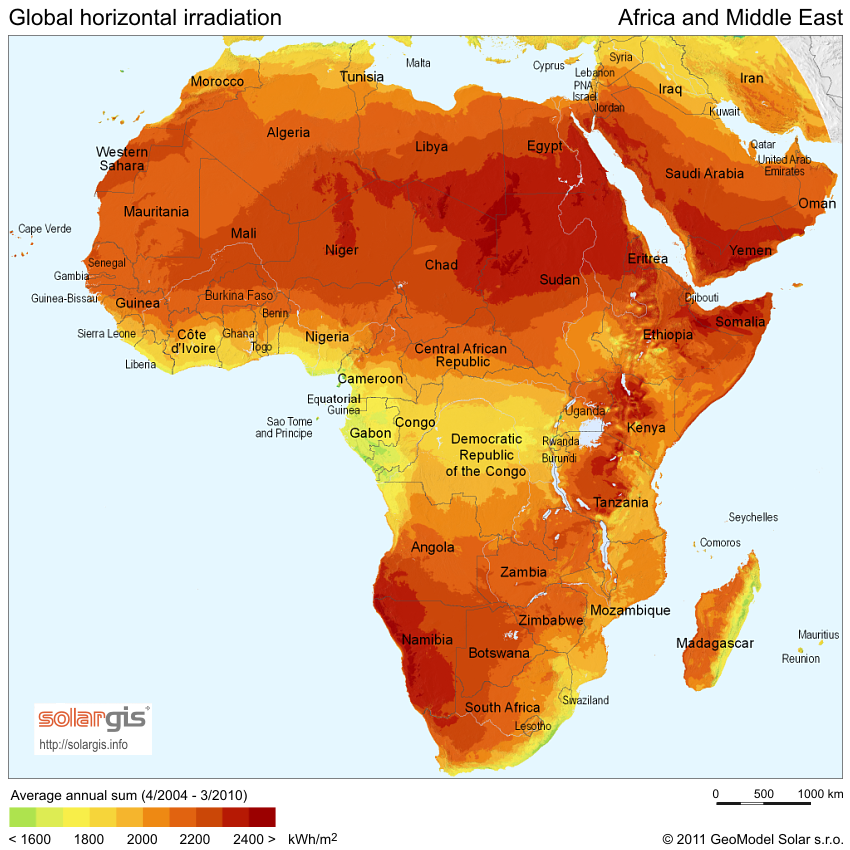
Сонячна радіація (англ.)
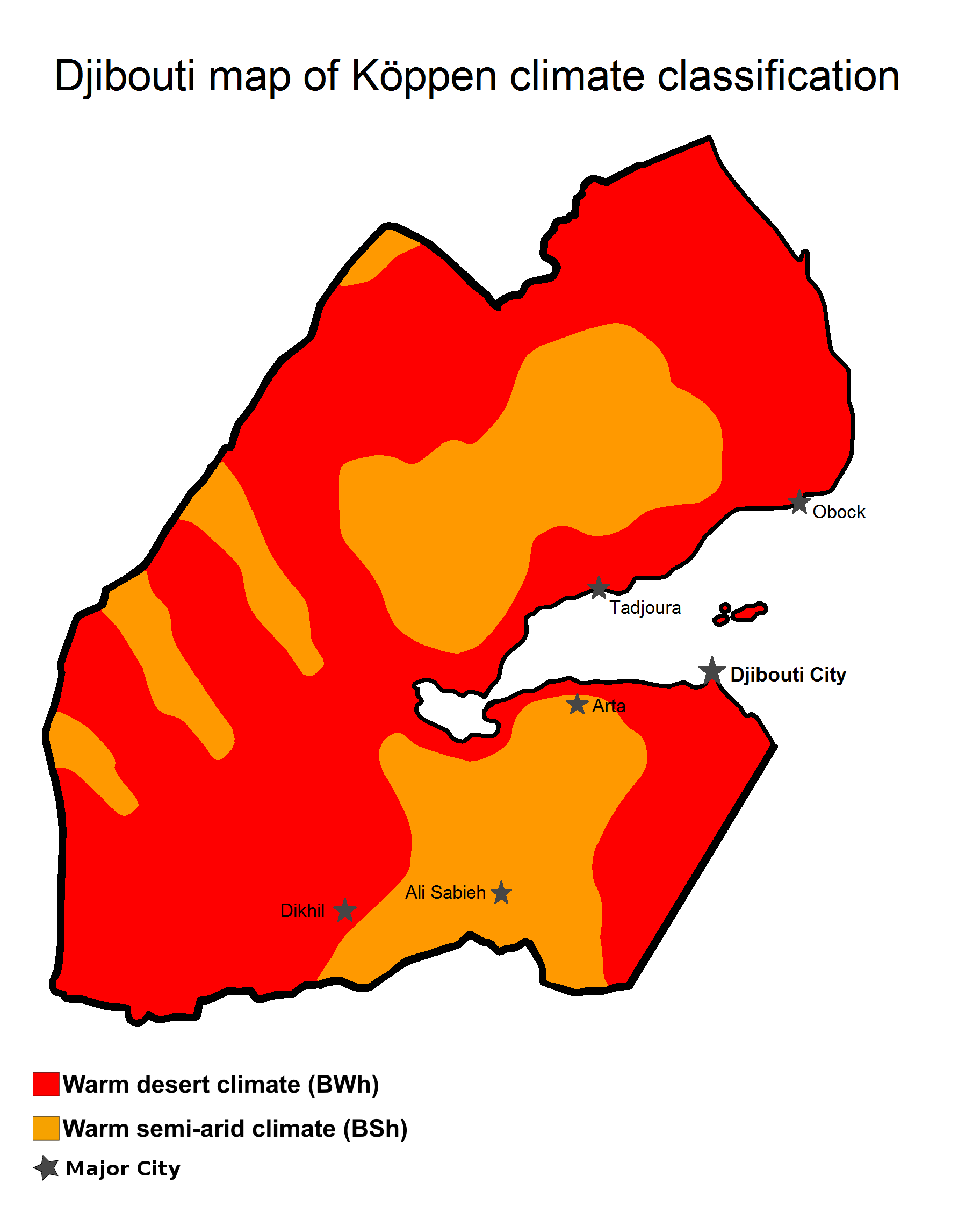
Кліматична карта Джибуті (за Кеппеном)
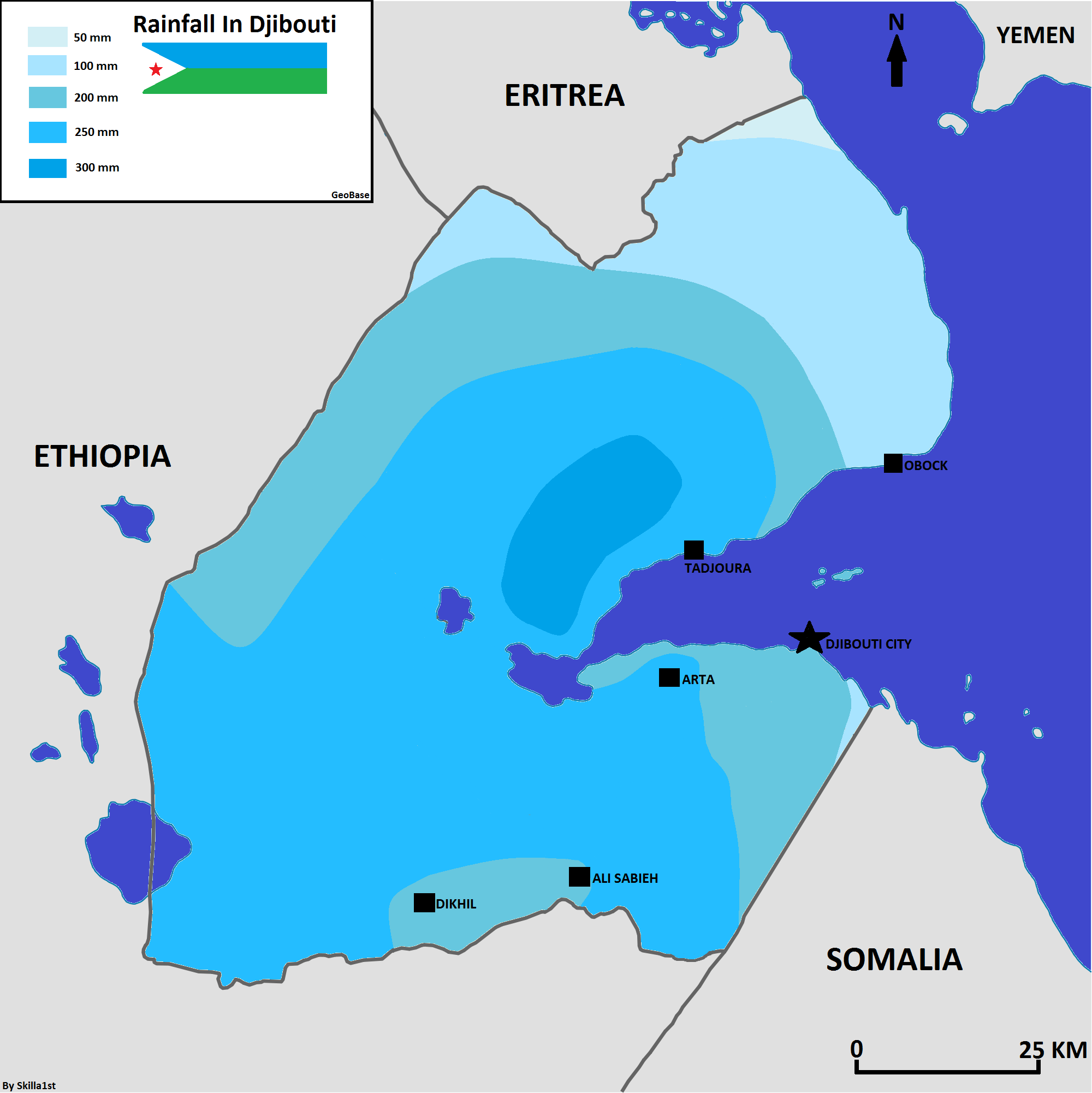
Карта атмосферних опадів

Джибуті є членом Всесвітньої метеорологічної організації (WMO), в країні ведуться систематичні спостереження за погодою.

## Внутрішні води
Загальні запаси відновлюваних водних ресурсів (ґрунтові і поверхневі прісні води) становлять 0,3 км³. Станом на 2012 рік в країні налічувалось 10 км² зрошуваних земель.

Гідрографічна мережа ДжибутіГідрографічна мережа Джибуті
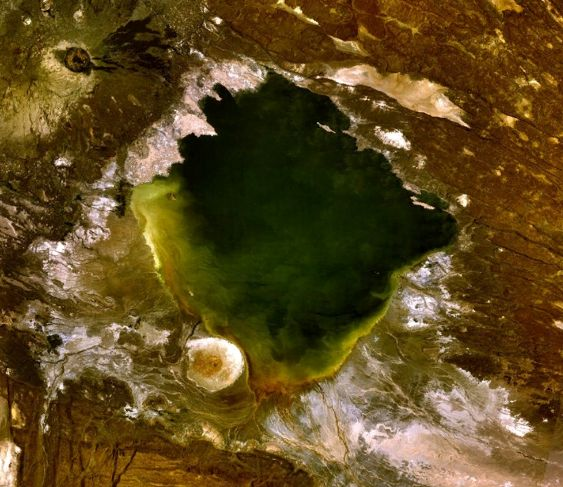
Озеро Аббе з космосу
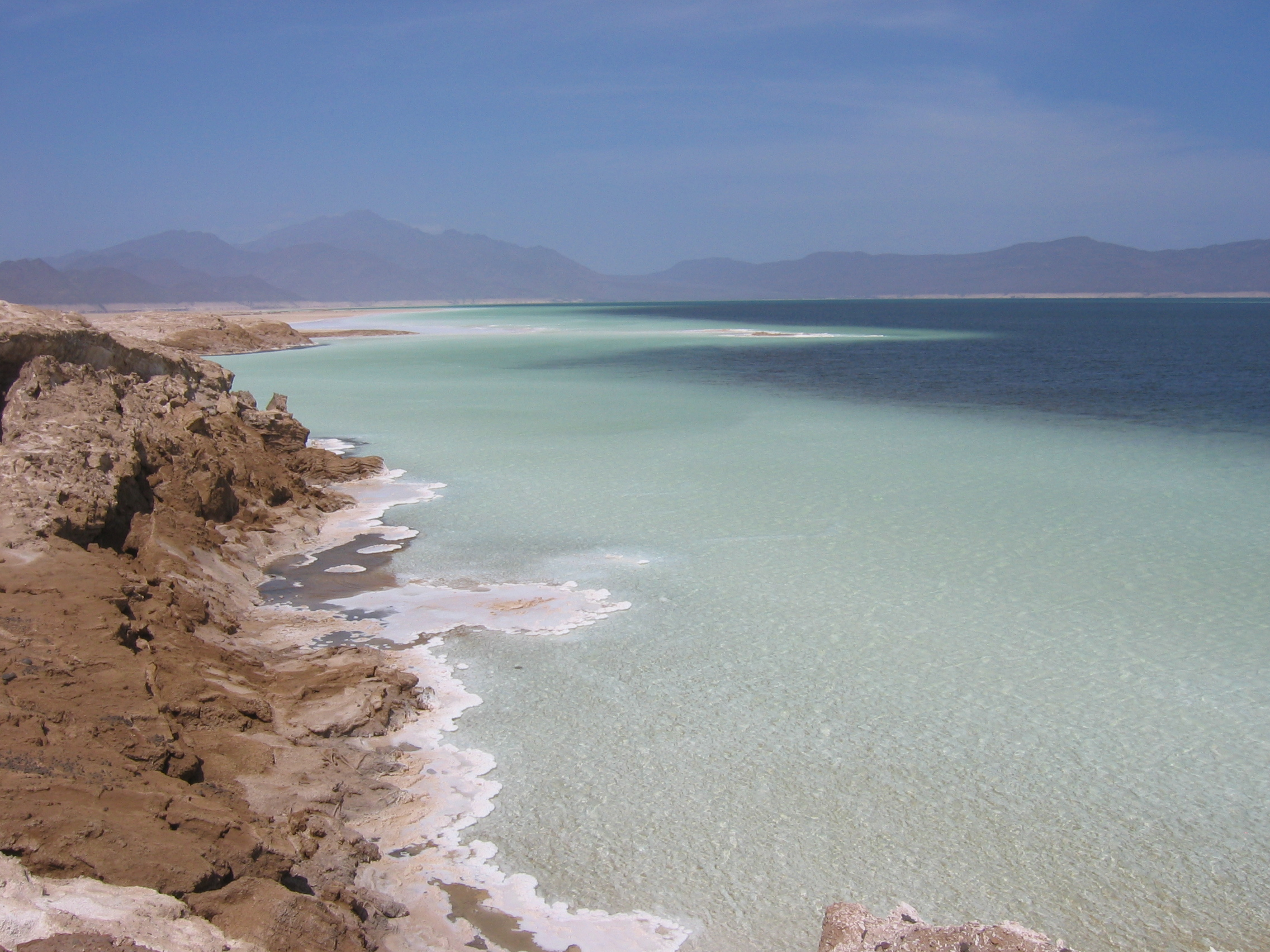
Озеро Ассаль

### Річки
Водотоки країни належать басейну Аденської затоки Індійського океану; постійні водотоки через спекотний клімат відсутні. Присутні безстічні області в окремих депресіях рельєфу.

## Рослинність
Земельні ресурси Джибуті (оцінка 2011 року):
- придатні для сільськогосподарського обробітку землі — 73,4 %,
  - орні землі — 0,1 %,
  - багаторічні насадження — 0 %,
  - землі, що постійно використовуються під пасовища — 73,3 %;
- землі, зайняті лісами і чагарниками — 0,2 %;
- інше — 26,4 %[1].

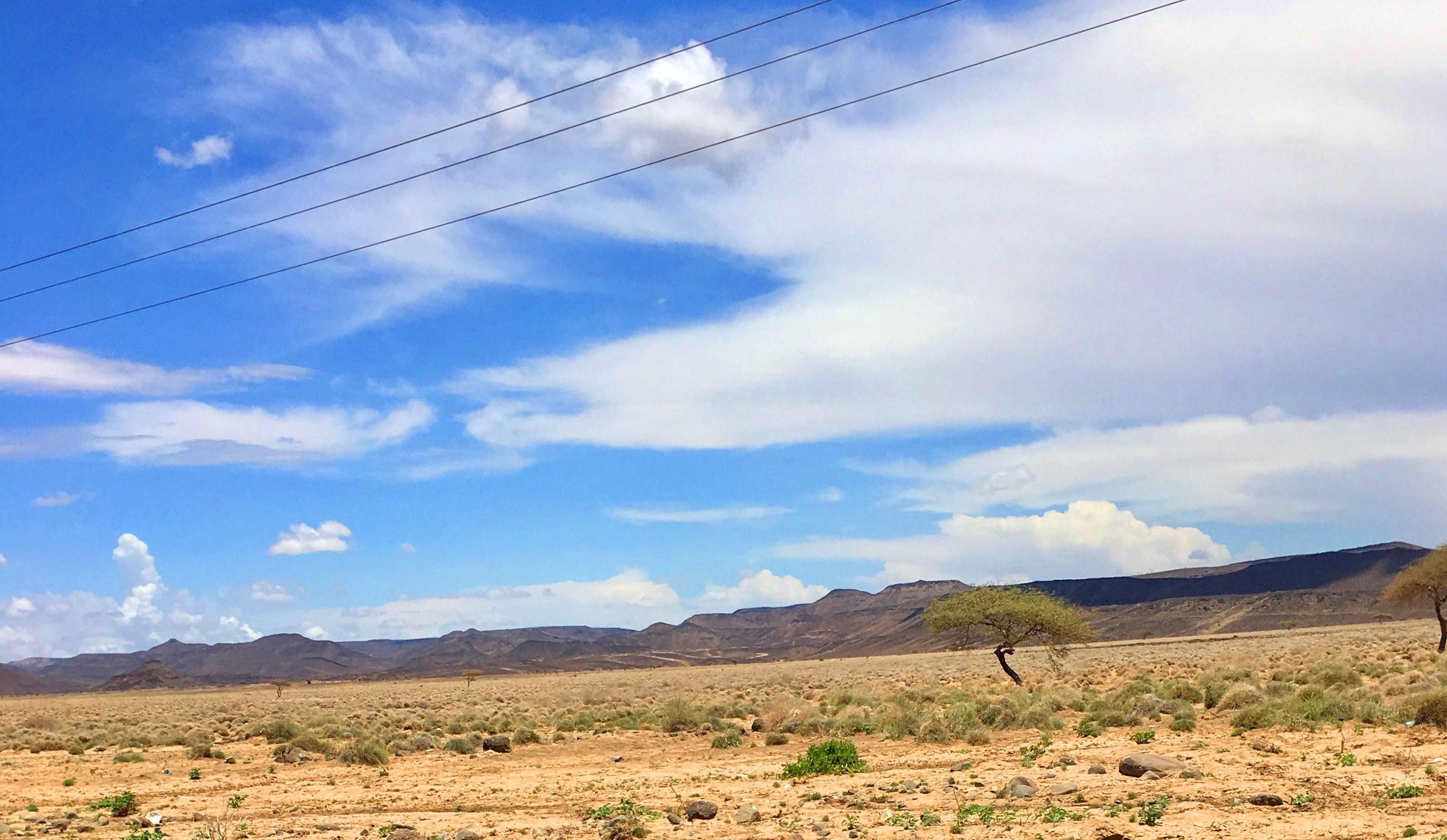
Пустеля Гранд-Бара
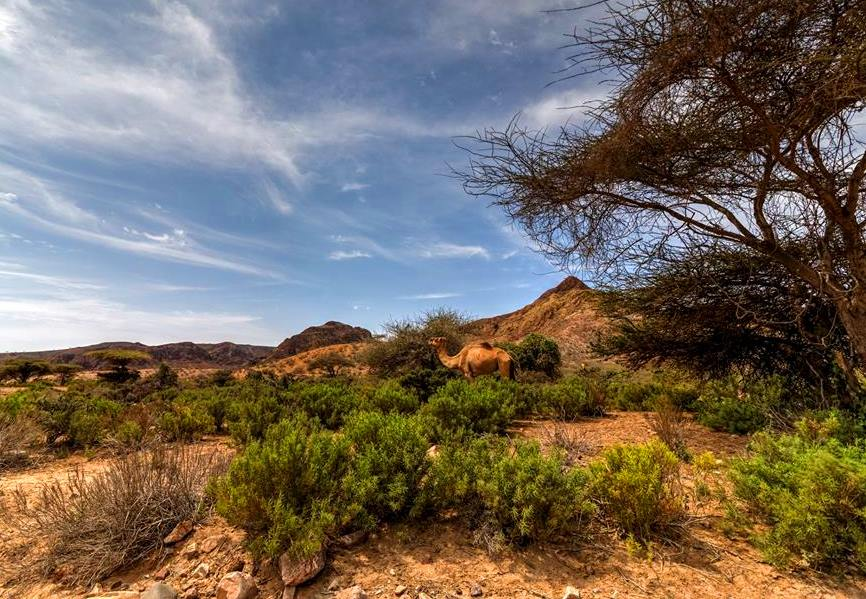
Рослинність в Алі-Саб'є

## Тваринний світ
Зоогеографічно територія країни належить до Східноафриканської підобласті Ефіопської області.

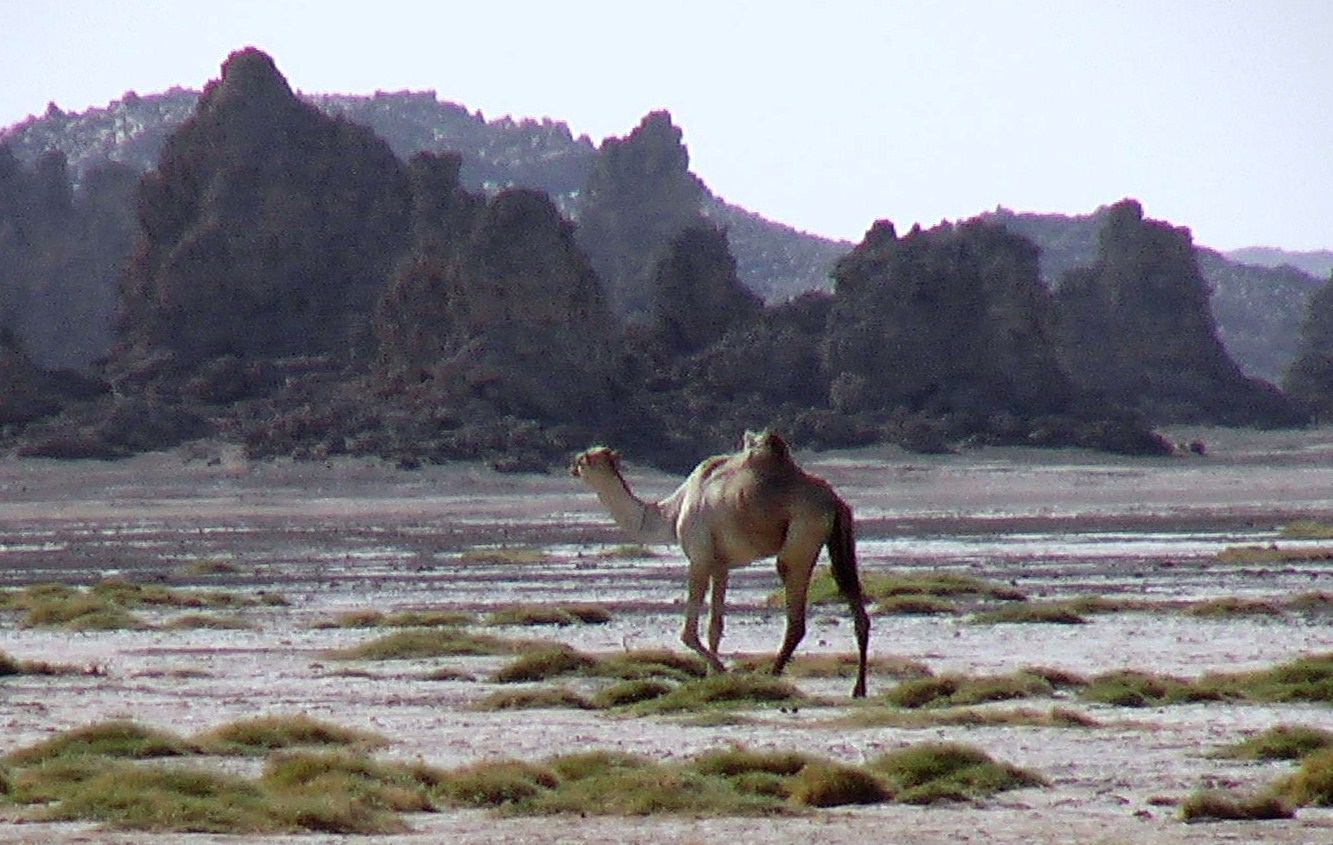
Верблюд-дромедар
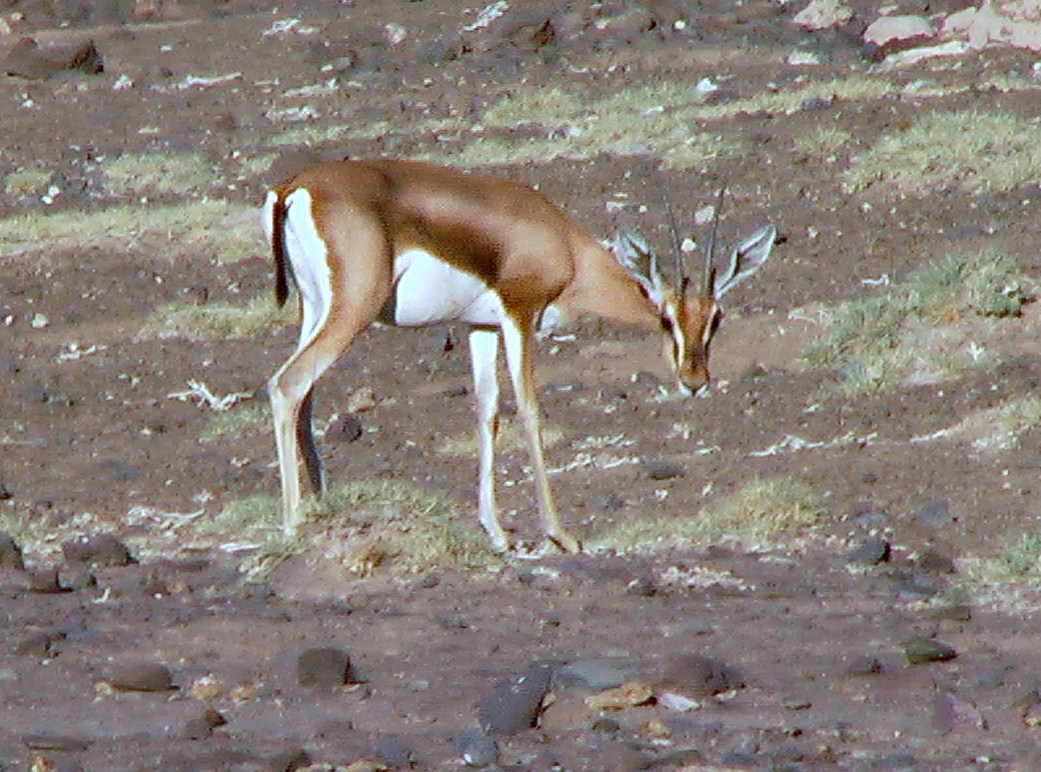
Газель-дорка
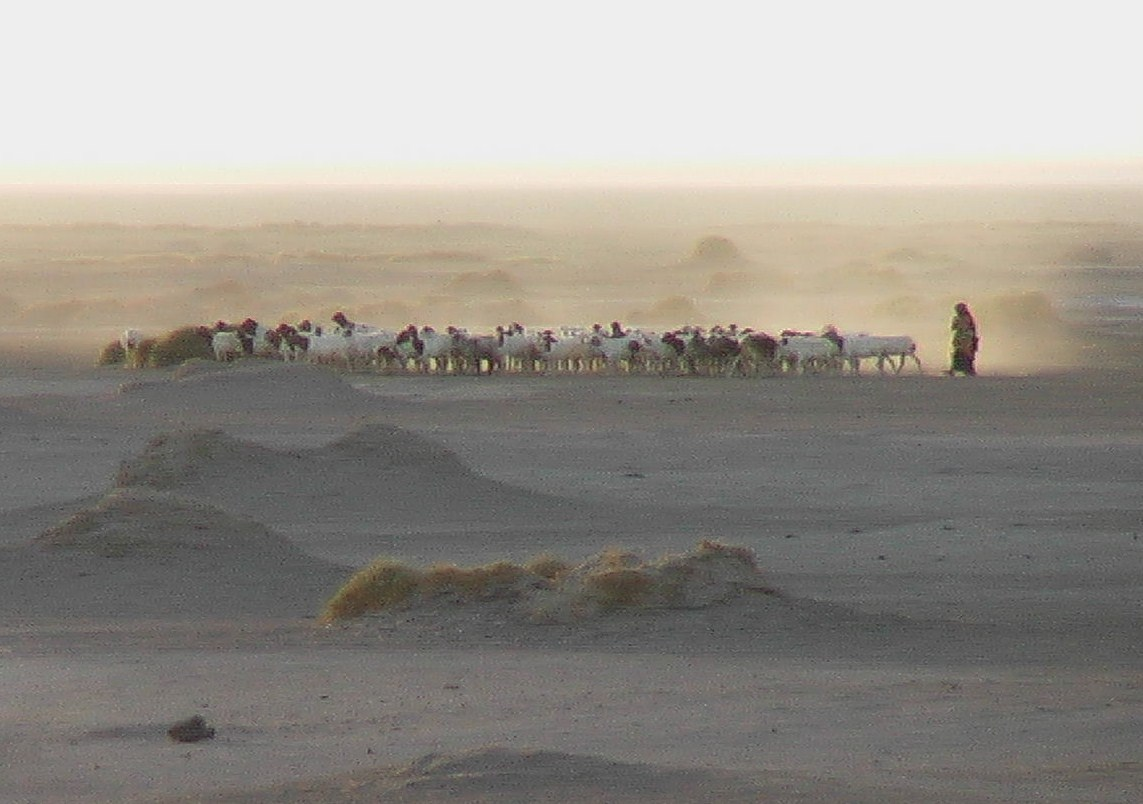
Кози
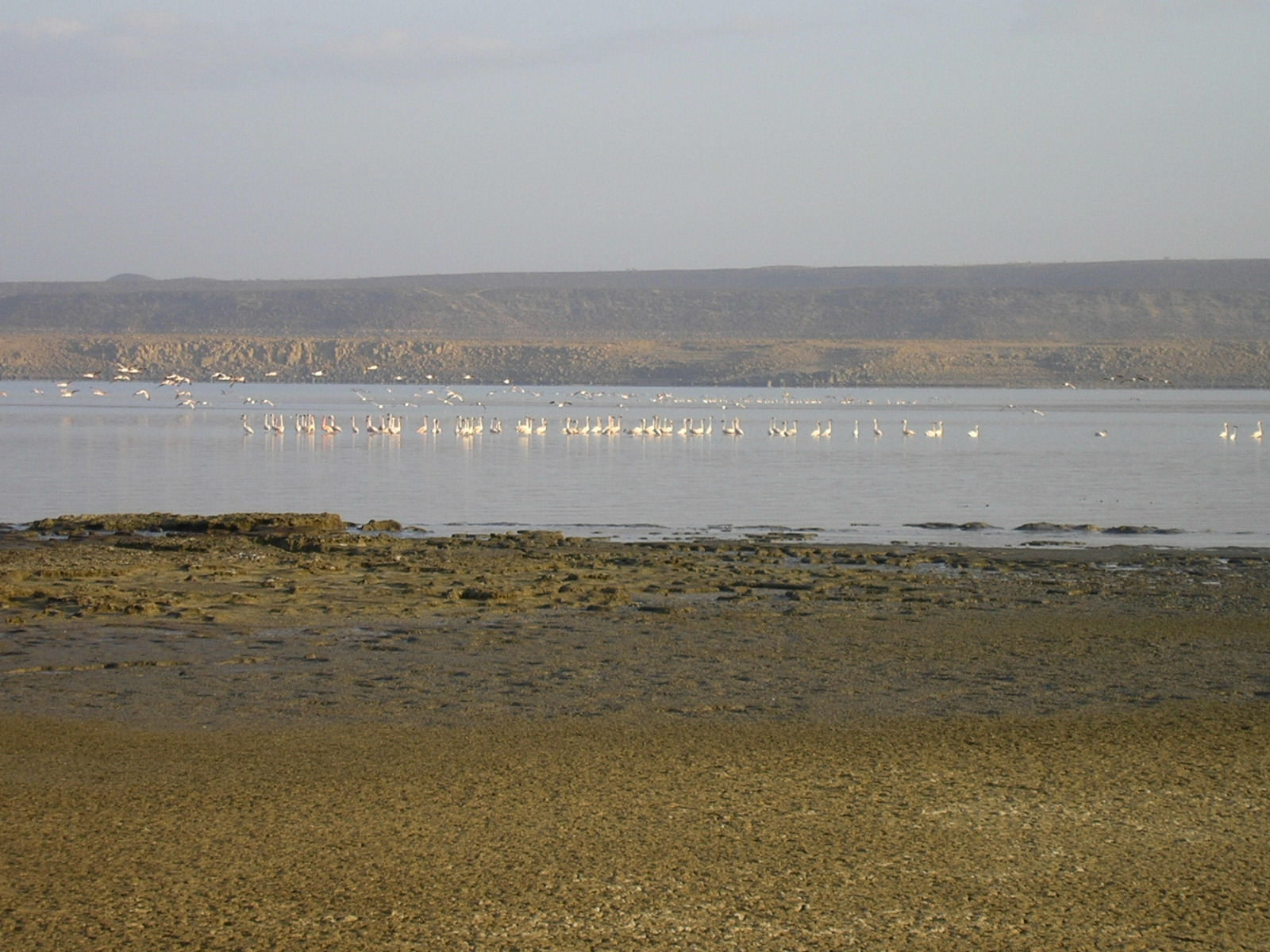
Рожеві фламінго

## Охорона природи
Джибуті є учасником ряду міжнародних угод з охорони навколишнього середовища:
- Конвенції про біологічне різноманіття (CBD),
- Рамкової конвенції ООН про зміну клімату (UNFCCC),
- Кіотського протоколу до Рамкової конвенції,
- Конвенції ООН про боротьбу з опустелюванням (UNCCD),
- Конвенції про міжнародну торгівлю видами дикої фауни і флори, що перебувають під загрозою зникнення (CITES),
- Базельської конвенції протидії транскордонному переміщенню небезпечних відходів,
- Конвенції з міжнародного морського права,
- Монреальського протоколу з охорони озонового шару,
- Міжнародної конвенції запобігання забрудненню з суден (MARPOL),
- Рамсарської конвенції із захисту водно-болотних угідь[12].

## Стихійні лиха та екологічні проблеми
На території країни спостерігаються небезпечні природні явища і стихійні лиха: землетруси; посухи; нечасті циклонічні вторгнення з Індійського океану, що спричинюють несподівані паводки; помірна вулканічна активність на трикутнику кордонів літосферних плит, вулкан Ардукоба (298 м) востаннє вивергався 1978 року, вулкан Міа-Інакір на кордоні з Ефіопією.
Серед екологічних проблем варто відзначити:
- недостатні запаси питної води;
- обмеженість сільськогосподарських земель;
- спустелювання;
- окремі види тварин на межі винищення.

## Фізико-географічне районування
У фізико-географічному відношенні територію Джибуті можна розділити на _ райони, що відрізняються один від одного рельєфом, кліматом, рослинним покривом: .

### Українською
- Атлас світу / голов. ред. І. С. Руденко ; зав. ред. В. В. Радченко ; відп. ред. О. В. Вакуленко. — К. : ДНВП «Картографія», 2005. — 336 с. — ISBN 9666315467.
- Атлас. 7 клас. Географія материків і океанів / Укладачі О. Я. Скуратович, Н. І. Чанцева. — К. : ДНВП «Картографія», 2014.
- Бєлозоров С. Т. Африка : фізико-географічний нарис. — вид. 2-ге, перероб. і доп. — К. : Радянська школа, 1957. — 232 с.
- Барановська О. В. Фізична географія материків і океанів : навч. посіб. для студентів ВНЗ : [у 2 ч.]. — Н. : Ніжинський державний університет ім. Миколи Гоголя, 2013. — 306 с. — ISBN 978-617-527-106-3.
- Джибуті // Гірничий енциклопедичний словник : [у 3-х тт.] / за ред. В. С. Білецького. — Д. : Східний видавничий дім, 2004. — Т. 3. — 752 с. — ISBN 966-7804-78-X.
- Костів Л. Я. Фізична географія материків і океанів. Африка : навч.-метод. посібник. — Л. : Видавничий центр ЛНУ імені Івана Франка, 2017. — 184 с. — ISBN 978-617-10-0374-3.
- Панасенко Б. Д. Фізична географія материків : навч. посіб. : в 2 ч. — В. : ЕкоБізнесЦентр, 1999. — 200 с.
- Юрківський В. М. Регіональна економічна і соціальна географія. Зарубіжні країни: Підручник. — 2-ге. — К. : Либідь, 2001. — 416 с. — ISBN 966-06-0092-5.

### Англійською
- (англ.) Graham Bateman. The Encyclopedia of World Geography. — Andromeda, 2002. — 288 с. — ISBN 1871869587.

### Російською
- (рос.) Авакян А. Б., Салтанкин В. П., Шарапов В. А. Водохранилища. — М. : Мысль, 1987. — 326 с. — (Природа мира)
- (рос.) Алисов Б. П., Берлин И. А., Михель В. М. Курс климатологии [в 3-х тт.] / под. ред. Е. С. Рубинштейна. — Л. : Гидрометиздат, 1954. — Т. 3. Климаты земного шара. — 320 с.
- (рос.) Апродов В. А. Вулканы. — М. : Мысль, 1982. — 368 с. — (Природа мира)
- (рос.) Апродов В. А. Зоны землетрясений. — М. : Мысль, 2010. — 462 с. — (Природа мира) — ISBN 978-5-244-01122-7.
- (рос.) Джибути // Африка: энциклопедический справочник [в 2-х тт.] / гл. ред. А. А. Громыко. — М. : Советская энциклопедия, 1986. — Т. 1. А-К. — 671 с.
- (рос.) Бабаев А. Г., Зонн И. С., Дроздов Н. Н., Фрейкин З. Г. Пустыни. — М.  : Мысль, 1986. — 320 с. — (Природа мира)
- (рос.) Браун Л. Африка. — М. : Прогресс, 1976. — 288 с. — (Континенты, на которых мы живем)
- (рос.) Власова Т. В. Физическая география материков. С прилегающими частями океанов. Южная Америка, Африка, Австралия и Океания, Антарктида. — 4-е, перераб. — М. : Просвещение, 1986. — 269 с.
- (рос.) Гвоздецкий Н. А., Голубчиков Ю. Н. Горы. — М. : Мысль, 1987. — 400 с. — (Природа мира)
- (рос.) Гвоздецкий Н. А. Карст. — М. : Мысль, 1981. — 214 с. — (Природа мира)
- (рос.) Географический энциклопедический словарь: географические названия / под. ред. А. Ф. Трёшникова. — 2-е изд., доп. — М. : Советская энциклопедия, 1989. — 585 с. — ISBN 5-85270-057-6.
- (рос.) Исаченко А. Г., Шляпников А. А. Ландшафты. — М. : Мысль, 1989. — 504 с. — (Природа мира) — ISBN 5-244-00177-9.
- (рос.) Каплин П. А., Леонтьев О. К., Лукьянова С. А., Никифоров Л. Г. Берега. — М. : Мысль, 1991. — 480 с. — (Природа мира) — ISBN 5-244-00449-2.
- (рос.) Словарь современных географических названий / под общей редакцией акад. В. М. Котлякова. — Екатеринбург : У-Фактория, 2006.
- (рос.) Литвин В. М., Лымарев В. И. Острова. — М. : Мысль, 2010. — 288 с. — (Природа мира) — ISBN 978-5-244-01129-6.
- (рос.) Лобова Е. В., Хабаров А. В. Почвы. — М. : Мысль, 1983. — 304 с. — (Природа мира)
- (рос.) Максаковский В. П. Географическая картина мира. Книга I: Общая характеристика мира. — М. : Дрофа, 2008. — 495 с. — ISBN 978-5-358-05275-8.
- (рос.) Максаковский В. П. Географическая картина мира. Книга II: Региональная характеристика мира. — М. : Дрофа, 2009. — 480 с. — ISBN 978-5-358-06280-1.
- (рос.) Поспелов Е. М. Географические названия мира: Топонимический словарь. — М. : АСТ, 2005.
- (рос.) Джибути // Страны Африки. Политико-экономический справочник / ред. В. Солодовников, В. Румянцев. — М. : Издательство политической литературы, 1969. — 318 с.
- (рос.) Физико-географический атлас мира. — М. : Академия наук СССР и Главное управление геодезии и картографии ГУГК СССР, 1964. — 298 с.
- (рос.) Энциклопедия стран мира / глав. ред. Н. А. Симония. — М. : НПО «Экономика» РАН, отделение общественных наук, 2004. — 1319 с. — ISBN 5-282-02318-0.